# Paranandra vittula
Paranandra vittula är en skalbaggsart som först beskrevs av Schwarzer 1931.  Paranandra vittula ingår i släktet Paranandra och familjen långhorningar. Inga underarter finns listade i Catalogue of Life.